# پلهام (ماساچوست)
پلهام، ماساچوست
پلهام(به انگلیسی: Pelham) شهرکی در شهرستان همشایر ایالت ماساچوست می‌باشد که در سال ۱۷۴۳ بنیان‌گذاری شده‌است. این شهرک در سرشماری سال ۲۰۱۰ میلادی، ۱٬۳۲۱ نفر جمعیت داشته‌است.